# Personnages de Charmed
 (août 2022).
 (août 2022).
Si vous disposez d'ouvrages ou d'articles de référence ou si vous connaissez des sites web de qualité traitant du thème abordé ici, merci de compléter l'article en donnant les références utiles à sa vérifiabilité et en les liant à la section « Notes et références ».
Pour un article plus général, voir Charmed.
Cet article présente les personnages du feuilleton télévisé Charmed.

## Personnages principaux

### Piper Halliwell (saisons 1 à 8)
Née le 7 juin 1973, Piper est la cadette et devient l'aînée après la mort de sa sœur Prue. Elle possède le pouvoir de ralentir les molécules, ce qui donne l'impression que le temps s'arrête (le pouvoir de figer), et le pouvoir d'accélérer le mouvement des molécules, ce qui fait exploser les objets, les démons, boule d'énergie (le pouvoir d'explosion)… Elle a toujours été d'une nature calme et posée, et deviendra guichetière de banque jusqu’à ce que sa grand-mère lui donne la force de se lancer dans sa vraie passion: la cuisine. Elle est engagée au Quake puis, un an plus tard, ouvre sa propre boîte de nuit nommée le P3 (en référence au Pouvoir des Trois et aux premières lettres des prénoms des sœurs). À la suite de la mort de sa grande sœur Prue, Piper «s'émancipe» en devenant l'aînée de la famille. Elle vivra le grand amour avec Leo, l'homme avec lequel elle aura trois enfants: Wyatt et Chris, et plus tard Melinda (que l'on peut apercevoir dans le futur alternatif du deuxième épisode de la saison 2: «La chasse aux Sorcières» ainsi que dans le dernier épisode). Puis quelques années plus tard, elle finira par ouvrir le restaurant dont elle rêvait depuis longtemps.

### Phoebe Halliwell (saisons 1 à 8)
Née le 2 novembre 1975, Phoebe est la benjamine, puis la cadette après la mort de Prue. Elle possède les pouvoirs de prémonition, de lévitation et d'empathie. Elle a eu une enfance difficile et a mal supporté l'absence de son père et le fait de ne pas connaitre sa mère, décédée alors qu'elle n'était encore qu'un bébé. D'adolescente en crise, elle devient une jeune femme séductrice, mais elle cumule les erreurs. Elle abandonne ses études pour New York afin de s'éloigner de ses sœurs et de se rapprocher de leur père, avant de revenir finalement à San Francisco vivre avec ses grandes sœurs. Ayant retrouvé un certain équilibre, Phoebe décide de reprendre ses études de psychologie et obtiendra son diplôme deux ans plus tard avant de trouver un travail stable au sein de l'équipe du magazine The Bay Mirror. Après quelques aventures sans lendemain, Phoebe vivra le grand amour avec Cole qui s'avérera être un démon qu'elle tuera trois ans plus tard. Elle aura ensuite des aventures avec Jason, Leslie et Dex avant de tomber sur Coop, l'homme avec lequel elle aura trois petites filles. Coop était en fait un Cupidon envoyé à Phoebe par les Fondateurs. Phoebe croyait qu'il était là pour lui trouver un compagnon, mais elle découvrira par la suite qu'il était ce compagnon.

### Prudence «Prue» Halliwell (saisons 1 à 3)
Née le 28 octobre 1970, Prue est l'aînée des sœurs Halliwell. Elle possède les pouvoirs de télékinésie, de projection astrale, appelé aussi don d'ubiquité, et le don d'empathie qu'elle ne conservera que durant un épisode. Elle a dû très vite prendre en charge ses petites sœurs à la suite de la mort de leur mère. Déterminée, ambitieuse et forte de caractère, destinée à une belle carrière, elle deviendra photographe pour le magazine 415. Elle n'a jamais eu une bonne relation avec Phoebe. Elle a toujours eu du mal à pardonner l'insouciance de Phoebe, mais après le retour de cette dernière à San Francisco, les trois sœurs sont plus unies que jamais. Elle s'adoucit au fil du temps, mais décède tragiquement le 17 mai 2001 à la suite de l'attaque de Shax, l'assassin de la Source. Elle ne connaîtra donc jamais sa demi-sœur Paige. Elle aura une relation amoureuse avec Andy, son meilleur ami et son grand amour. Cependant, celui-ci se fera tuer par un démon et Prue se contentera par la suite de brèves relations. Un sort de Phoebe lui désignera son âme sœur en la personne d'un truand, Bane Jessup, qui a commandité le meurtre des Halliwell pour le démon de la peur, Barbas (saison 2).

### Paige Matthews (saisons 4 à 8)
Née le 2 août 1977, Paige est la petite nouvelle au sein de la famille. Elle est la benjamine. Elle possède les pouvoirs des Êtres de Lumières, transmis par son père, qui se développent avec le temps : l'éclipse, le morphing, la localisation et le pouvoir de guérison. À ces pouvoirs, Paige reçoit par sa mère les pouvoirs de base de la sorcellerie comme jeter des sorts, confectionner des potions, localiser des innocents avec un pendule et le Pouvoir des 3 qui font de Paige la première Être de lumière capable et autorisée à combattre le mal et les démons ainsi que l’orbitalement-télékinésie. Découverte après la mort de Prue, elle permet de reformer le « Pouvoir des Trois ». Elle n'est pas tout de suite acceptée par Piper qui ne se remet pas de la mort de Prue. Elle est la fille de la mère des sœurs, Patricia, et de son être de lumière (ange gardien), Samuel. Tête en l'air au départ, elle n'hésite pas à emmener sur son lieu de travail le Livre des Ombres. Heureusement, par la suite, elle deviendra une femme responsable et une sorcière accomplie. C'est pourquoi elle dirigera l'école de magie après la mort de Gideon, avant d'essayer de se lancer dans d'autres projets. Finissant par accepter son destin d'être de lumière, elle décide de s'impliquer davantage dans cette mission. Elle fera la connaissance d'Henry Mitchell, un agent de probation de San Francisco qu'elle épousera, et mettra au monde des jumelles et adoptera un garçon prénommé Henry Jr.

## Personnages récurrents

### Andrew «Andy» Trudeau (saison 1)
Ami d'enfance des sœurs, inspecteur de police et amoureux de Prue, Andy apporte son aide aux trois sœurs après avoir découvert qu'elles sont des sorcières. Il est tué par le démon Rodriguez dans le tout dernier épisode de la première saison (Une journée sans fin).

### Darryl Morris (saisons 1 à 7)
Darryl est l'associé d'Andy et sera le lien entre la police et les sœurs Halliwell après la mort de celui-ci. Il continue de protéger les sœurs après avoir découvert leur secret. Jusqu'à la fin de la Saison 6, Darryl aidera les sorcières. Mais, son comportement envers elles changera le jour où à cause d'une prémonition forcée de Phoebe, Darryl manquera de mourir d'un Tribunal magique. Ne voulant plus les couvrir, il s'associera à l'inspecteur Sheridan, qui souhaite faire le lien entre les sœurs Halliwell et certains morts suspects, notamment celle de Prue. Bien qu'il soit en froid avec les sœurs, Darryl essaiera tout de même de les aider sans trop se mettre lui-même en danger. Puis, avec l'arrivée de l'agent Brody, Darryl reviendra vers les sœurs pour qu'elles l'aident à retrouver sa coéquipière, que l'agent Brody a fait «disparaître». Darryl pardonne ainsi aux sœurs sa mésaventure, mais sa femme Sheila se montre plus que réticente lorsque Darryl doit aider les sœurs. Lors du final de la Saison 7, Darryl est le seul à savoir que les sœurs ne sont pas mortes en voyant trois femmes et un homme s'éloigner du lieu de l'explosion. Et, c'est la dernière fois que l'on verra Darryl Morris.
Pour des raisons budgétaires, la production a dû se séparer de Dorian Gregory, Darryl Morris. L'absence du policier est expliquée dans les premiers épisodes de la Saison 8 par Phoebe qui glisse dans la conversation « Dommage que Darryl soit parti vivre sur la côte Est».

### Leonardo «Leo» Wyatt (saisons 1 à 8)
Leo, être de lumière (caché au début) des trois sœurs se fait tout d'abord passer pour un homme à tout faire, afin d'avoir accès à tout ce qui concerne ses trois protégées. Amoureux de Piper qui, elle aussi, a craqué pour lui, la série s'appuiera sur cette relation jusqu'à la fin. Malgré Dan (le voisin avec qui Piper aura une longue relation), et le fait que l'union entre une sorcière et un Être de Lumière soit interdit, Leo et Piper vivront toute leur vie ensemble, donnant naissance à une petite famille, Wyatt, Chris et Melinda.

### Dan Gordon (saison 2)
Apparaissant comme nouveau voisin au début de la saison 2, il est tout ce qu'il faut à Piper pour vivre une vie épanouie hormis le fait qu'il veuille savoir ce qu'elle lui cache. Détestant Leo, du fait de leur lien si étroit avec Piper, il ne comprendra que plus tard qu'il lui est impossible de remplacer Leo dans le cœur de Piper et déménagera (ou plutôt ne réapparaîtra plus à partir de la saison 3) à la fin de la saison 2.

### Cole Turner (saisons 3 à 7)
Cole sera le 1er mari de Phoebe. Il est moitié démon et moitié humain. Malgré cela, Phoebe l'aime plus que tout au monde, mais Prue (puis Paige) n'a aucune confiance en lui. Cependant, Paige ne peut pas empêcher le mariage de Phoebe et Cole. Cole devient par la suite la nouvelle source du mal et influencera Phoebe pour qu'elle rejoigne le côté des démons, durant la quatrième saison. Il meurt durant le centième épisode de la série, mais revient durant le cent cinquantième.

### Penny Halliwell (saisons 1 à 8)
Penelope « Penny » Halliwell est la grand-mère des sœurs Halliwell. De son vivant, elle était une des plus puissantes sorcières de la famille. Elle possédait le pouvoir de Télékinésie (Déplacer les choses par la pensée), comme sa petite fille Prue, qu'elle contrôlait à la perfection, et excellait dans l'utilisation et l'invention de formules magiques. Lorsque sa fille Patty disparaît à cause d'un démon, elle aide Victor à élever les filles. Mais, excédé de voir Penny combattre la multitude de démons pour protéger ses trois filles, Victor se dispute avec Penny à cause de la magie et la sorcière chasse Victor de la maison et élève seule ses trois petites-filles Prue, Piper et Phoebe. Après avoir bridé leurs pouvoirs lorsqu'elles étaient petites pour les protéger des démons et s'être rendu compte des tensions qui régnaient entre les 3 sœurs, Penny prit la décision d'annihiler leurs pouvoirs et le Pouvoir des 3 contre l'avis de Patty (sous la forme d'un fantôme avec laquelle Penny eut une discussion) avec une potion. S'apprêtant à faire boire la potion à ses petites-filles, Penny descendit les escaliers du grenier, eut un malaise dû à sa maladie cardiaque et tomba dans les marches avant de mourir : on peut penser que c'est un fait exprès dû peut-être à l'Ange de la Destinée pour l'empêcher de mettre son plan à exécution et permettre au Charmed Ones d'accomplir leur destinée. C'est à ce moment-là que les pouvoirs des filles se débrident. Il faudra ainsi attendre que Phoebe lise la formule du Livre Des Ombres 6 mois après la mort de Penny pour que les 3 sœurs retrouvent leurs pouvoirs.

### Patricia «Patty» Halliwell (saisons 1 à 8)
Patricia Halliwell, fille de Penny Halliwell, plus connue sous le nom de Patty, est la mère des sœurs Halliwell. Comme sa mère et comme ses filles, Patty est une sorcière. Elle possède aussi le pouvoir de ralentir les molécules (arrêter le temps) comme sa fille Piper. Elle se maria avec Victor Bennett avec qui elle eut trois filles, Prue Halliwell, Piper Halliwell et Phoebe Halliwell. Quelque temps après la naissance de Phoebe, elle quitta Victor pour vivre un amour défendu avec Sam, son Être de Lumière avec qui elle aura un quatrième enfant, Paige Matthews Halliwell, qu'ils feront adopter pour que les Fondateurs ne découvrent pas leur secret. Hélas, peu de temps après, elle décèdera en combattant un démon aquatique qui avait trouvé refuge dans un lac d'un camping. Elle apparaît à ses filles sous forme de fantôme pour les aider et les guider. Elle deviendra la grand-mère de Wyatt, Chris et Mélinda (les enfants de Piper), ainsi que Prudence-Johanna (P.J.), Parker et Peyton (les enfants de Phoebe, Saison 9 Comics), et des jumelles, Tamora et Katlyn (Tam et Kat), ainsi que de Henry Jr. (les enfants de Paige).

### Christopher «Chris» Perry Halliwell (saisons 5 à 8)
Chris (Perry comme il le prétend) apparaît à partir de la saison 6 se prétendant Être de Lumière venant du futur pour rayer la menace qui plane au-dessus de Wyatt. Mystérieux et très secret sur sa vie, il restera tout au long de la saison, essayant de trouver le démon qui aurait rendu Wyatt maléfique dans le monde parallèle d'où il vient. Ayant souffert de l'absence de ses parents dans son enfance (du fait que sa mère serait décédée à ses 14 ans et son père étant très absent), nous apprenons plus tard dans la saison qu'il est le fils de Piper et Leo, et qu'il revient du futur pour sauver sa famille.

### Billie Jenkins (saison 8)
Billie est au départ une nouvelle « sorcière » ou plutôt justicière qui apparaît au début la saison 8. Les sœurs cherchant à connaître l'identité de cette jeune femme aussi intelligente, agile et sûre de ses capacités, vont voir en elle une simple fille encore à l'université qui deviendra rapidement leur apprentie pour leur permettre de mener une vie plus normale, les aidant dans leur combats contre les démons. Retrouvant sa sœur Christie disparue depuis son enfance, Billie sera convaincue par son aînée que le mal vit dans les trois sœurs et qu'il faut les éliminer d'urgence. Elle se liguera finalement dans le dernier épisode de la saison 8 avec les sœurs, apprenant que Christy n'était en réalité qu'une envoyée de la triade, et la tuera par légitime défense en renvoyant la boule de feu qu'elle lui avait jetée.

### Victor Bennett (saisons 1 à 8)
Victor Bennett est un mortel et l'ex-mari de Patty Halliwell. C'est le père de Prue, Piper et Phoebe Halliwell. 
Après leur divorce et la mort de Patty, Victor quitte ses filles pour qu'elles puissent être élevées par leur grand-mère après un combat constant avec elle à propos de l'éducation que devraient avoir les filles. Victor réapparaît dans la vie de ses filles après qu'elles sont devenues sorcières et restaure leur relation. Même s'il a beaucoup de mal avec le fait qu'elles soient sorcières, il les aidera du mieux qu'il le peut à chaque fois.

### Coop (saison 8)
Coop est un Cupidon, qui est également connu comme un messager de l'amour. C'est le mari de l'une des sœurs Halliwell, Phoebe Halliwell et le père de ses trois enfants : Prudence Johnna « PJ » Halliwell, Parker Halliwell et leur benjamine Peyton Halliwell. Coop est le seul Cupidon devenu père de famille. Ses pouvoirs comprennent le pouvoir de Rayonner, qui lui permet de se téléporter lui-même et d'autres personnes partout dans le monde. Coop possède aussi les pouvoirs fondamentaux de l'amour comme la capacité de ressentir l'amour (qui est sa spécialité), ralentir le temps et faire en sorte qu'une personne s'aperçoive de ses véritables sentiments pour une autre et il possède le pouvoir de l'immortalité. Coop possède aussi un anneau qui lui fournit d'autres pouvoirs magiques.

### Henry Mitchell (saison 8)
Henry Mitchell est le mari mortel de Paige Matthews et un agent de probation de la police de San Francisco. C'est le père de leurs jumelles Tamora et Kat Mitchell et leur fils Henry Jr.

## Principaux antagonistes
L'essence même de la série est le lien mis en avant qui unit les sœurs Halliwell entre elles. L'autre partie de la série est le côté magique qui gère la vie des sœurs ainsi que les nombreux combats qu'elles doivent mener contre la multitude de démons qui souhaitent s'emparer de leurs pouvoirs. Certains démons sont insignifiants devant le Pouvoir des 3, mais quelques-uns sont parvenus à malmener les 3 sœurs. Les 4 plus puissants démons de la série sont Barbas, La Source, Zankou et Cole Turner.

### Jérémy
Dès le premier épisode de la série, Prue, Piper et Phoebe rencontrent leur premier mauvais sorcier. Il est parvenu à s'approcher des trois sœurs, en faisant croire à Piper qu'il était amoureux d'elle après la mort de la grand-mère des sœurs, et à attendre suffisamment longtemps qu'elles reçoivent leurs pouvoirs pour les éliminer. Se retrouvant seul avec Piper, alors que cette dernière est paniquée d'avoir découvert son pouvoir de ralentir les molécules, elle parvient à le figer et à sauver sa vie alors que Jeremy s'apprêtait à la poignarder. Ce dernier, plus puissant après le premier sort lancé par les 3 sœurs, se rend chez les Charmed Ones pour finir son œuvre et récupérer le Pouvoir des 3, mais il est vaincu. Jeremy a sous-estimé le courage, la détermination des 3 sœurs ainsi que le Pouvoir des 3, ce qui lui sera fatal. Néanmoins, il reviendra brièvement dans le premier épisode de la Saison 2 après qu'Abraxas lui a donné une chance de se venger. Il sera à nouveau éliminé et cette fois pour de bon.

### Barbas
Le démon de la peur est un ennemi récurrent des sœurs Halliwell. Capable d'utiliser les peurs de ses victimes, il parviendra à faire frôler la mort aux trois sœurs à différentes occasions. Dans la Saison 1, Barbas s'en prend à Prue et Phoebe. Prue parvient à l'éliminer en surmontant sa peur de la noyade. Dans la Saison 2, Barbas demande l'aide des mortels pour tuer des sorcières afin de pouvoir rester en vie. L'attaque visant à tuer les 3 sœurs Halliwell échouant grâce au pouvoir télékinétique de Prue, cette dernière mène l'enquête et parvient à éliminer une nouvelle fois le démon en surmontant la peur de perdre une de ses sœurs. Par la suite, Barbas revient dans la Saison 5, après avoir utilisé un nouveau pouvoir ressemblant à la projection astrale pour lui permettre d'utiliser les peurs de Cole et Paige pour les manipuler. La sorcière décide d'enlever ses pouvoirs à Cole pour le sauver contre l'avis de ses sœurs et permet à Barbas de ressusciter une nouvelle fois à la différence qu'il est presque invincible. Cette fois, il doit sa défaite à Paige qui l'élimine en copiant une technique de Prue. Puis, Barbas revient une dernière fois à la fin de la saison 6 sur la demande de Gideon pour qu'il puisse distraire les 3 sœurs le temps qu'il élimine Wyatt. Mais, Barbas ne fait son rôle qu'à moitié et en profite pour s'échapper, mais il est poursuivi par Leo et est éliminé au début de la Saison 7 par Phoebe et Paige.

### Abraxas
Il apparait dans le premier épisode de la Saison 2. Il s'agit du premier démon à parvenir à s'emparer du Livre Des Ombres, et ainsi à affaiblir le Pouvoir des 3. Abraxas a en réalité ouvert une brèche dimensionnelle dans le grenier, ce qui fait que le livre est resté dans le manoir, mais dans un autre plan astral. Prue, Piper et Phoebe parviennent à récupérer le livre et à vaincre Abraxas in extrémis avant de perdre leurs pouvoirs.

### La Triade
Groupe de 3 démons apparaissant vers la fin de la Saison 2. Ils sont au service de la Source et veulent éliminer les sœurs Halliwell et le pouvoir des 3 pour asseoir le mal sur le monde souterrain. Cole Turner/Balthazar les élimine une première fois au début de la Saison 3. Ils ressuscitent, comme le veut leur condition de puissants démons, lors la Saison 8 pour parachever leur œuvre principale: détruire le Pouvoir des 3. Mais, cette fois, ils ont de leur côté Christy Jenkins, une puissante sorcière télépathe et pyromane qu'ils ont enlevée lorsqu'elle avait 6 ans et conditionnée dans le seul but qu'elle se rallie à leur cause. Les 3 démons lui ont déformé la réalité concernant les sœurs Halliwell pour s'assurer sa dévotion. Malheureusement pour eux, ils seront définitivement vaincus par les 3 sœurs Halliwell dans le dernier épisode de la Saison 8.

### Cole Turner / Balthazar
Il apparait au tout début de la Saison 3. Il s'agit d'un démon de niveau supérieur possédant une âme. Son père était mortel et sa mère un démon. Il a été durant plusieurs siècles un démon redoutable et un véritable assassin. Il est envoyé pour trouver une brèche dans le Pouvoir des 3 pour pouvoir l'anéantir. Il sera toujours près de réussir sa mission, mais ses sentiments pour Phoebe le feront toujours changer d'avis. Lors la Saison 4, Cole deviendra la nouvelle Source et sera rongé entre son envie d'éliminer Paige, pour détruire le Pouvoir des 3, et protéger Phoebe de la perte d'une sœur. Malheureusement pour lui, Phoebe le détruira avec ses sœurs pour l'empêcher de nuire. Mais Cole revient d'entre les morts dès la fin de la Saison 4 et en profite pour harceler Phoebe jusqu'au milieu de la Saison 5 pour tenter de la reconquérir, en s'en prenant directement ou indirectement aux 3 sœurs. Il ira jusqu'à faire une alliance avec les Avatars pour changer le monde et tenter de changer Phoebe. Cependant, c'est elle-même qui lui portera le coup de grâce à la moitié de la Saison 5.

### La Source
Il s'agit du démon suprême, celui qui dirige les enfers et tous les démons et êtres démoniaques s'y trouvant. Son seul but est d'étendre le mal sur Terre. Il apparait pour la première fois à la fin de la Saison 3. La source reçoit ses pouvoirs d'un livre appelé le grimoire qui lui confère alors des pouvoirs supérieurs aux démons existants, mais pas l'invincibilité. Il est à l'origine de presque toutes les attaques démoniaques que subissent les sœurs Halliwell le temps de son règne. D'autres démons ont décidé d'éliminer les 3 sœurs juste pour s'attirer les faveurs de leur chef. La Source est sans doute le plus grand ennemi des sœurs puisque dès le début de la série ses ordres sont d'anéantir les 3 sœurs. Il à force d'insistance parviendra à briser le Pouvoir des 3 en parvenant à faire éliminer Prue Halliwell. Mais, l'arrivée de Paige qui a reformé le Pouvoir des 3 l'a incité à commettre des erreurs qui l'ont conduit à sa perte physique, mais pas psychique, car il est parvenu à s'emparer de Cole mais pas à contrôler les sentiments que Cole éprouvait pour Phoebe. Il sera vaincu une nouvelle fois à la fin de la Saison 4, mais reviendra temporairement au début de la Saison 8 grâce à un sort et sera vaincu définitivement par Piper.

### Shax
Il s'agit de l'assassin de la Source. Ce dernier envoie Shax éliminer les cibles prioritaires. Il ne s'agit pas forcément du plus puissant démon des enfers, mais certainement du plus tristement célèbre, car c'est lui qui est parvenu à éliminer Prue Halliwell. Shax sera vaincu au début de la Saison 4 par le nouveau pouvoir des 3 reformé avec Paige.

### Gideon
Il s'agit d'un fondateur qui apparait au milieu de la Saison 6 et qui a approuvé l'union de Piper et Leo mais qui voit d'un très mauvais œil la naissance de Wyatt, car ce dernier possède un énorme pouvoir. Le fondateur décide alors d'éliminer l'enfant en prenant soin de ne pas éveiller les soupçons des 3 sœurs ou de Leo. Pour s'assurer le succès de son plan, Gideon a créé plusieurs alliances avec des démons où êtres démoniaques pour faire comprendre à Leo qu'il devait repartir auprès des autres fondateurs, pour éloigner les sœurs Halliwell de son chemin et est parvenu à faire sortir le démon de la peur Barbas de l'enfer pour qu'il puisse distraire les sœurs le temps que son plan se mette en place. Gideon sera vaincu par Léo à la fin de la Saison 6.

### Zankou
Il apparait au milieu de la Saison 7. Il s'agit probablement du plus grand ennemi des sœurs Halliwell avec La Source. Zankou est le premier démon qui est arrivé à en apprendre autant sur les 3 sœurs, à les attaquer avec autant d'insistance et à s'emparer avec autant de facilité du manoir et du Nexus. Il est aussi le deuxième démon à les démunir du Livre Des Ombres. Zankou est le seul démon à avoir réussi à s'emparer des pouvoirs personnels de deux des 3 sorcières (ceux de Phoebe et de Piper), à entrer dans l'école de magie et à les forcer à penser à se sacrifier pour éliminer la menace. Malgré ses pouvoirs et ses aptitudes, Zankou est éliminé à la fin de la Saison 7, ainsi que Le Nexus.

### L'Ultime Pouvoir
Il s'agit de l'association de Christy et de sa sœur Billie qui s'est laissé amadouer et influencer par son lien familial avec sa sœur désormais devenue l'instrument de la Triade. Elles forment l'ultime menace de la destinée des sœurs Halliwell. Bien entendu, Billie se rangera du côté de ses amies sorcières lorsqu'elle découvrira la vérité sur la Triade et sa sœur, et ira jusqu'à tuer Christy pour se protéger et protéger ses amies en lui renvoyant la boule de feu qu'elle lui a lancé. Si le temps n'avait pas été remonté et les évènements restés inchangés, l'ultime pouvoir aurait été le plus grand ennemi des sœurs Halliwell, car les sœurs Jenkins sont parvenues à tuer Phoebe et Paige lors de l'ultime combat, bien que Christy ait été tuée elle aussi.